# Heudreville-sur-Eure
Heudreville-sur-Eure är en kommun i departementet Eure i regionen Normandie i norra Frankrike. Kommunen ligger i kantonen Gaillon-Campagne som tillhör arrondissementet Les Andelys. År 2022 hade Heudreville-sur-Eure 1 066 invånare.

## Befolkningsutveckling
Antalet invånare i kommunen Heudreville-sur-Eure
Referens:INSEE